# Họ Thông
Họ Thông (danh pháp khoa học: Pinaceae), là một họ thực vật trong bộ Thông (Pinales), bao gồm nhiều loài thực vật có quả nón với giá trị thương mại quan trọng như tuyết tùng, lãnh sam, thiết sam, thông rụng lá, thông và vân sam. Họ này bao gồm những cây thân gỗ, thân có nhựa thơm, tán thường hình tháp. Nó là họ lớn nhất trong bộ này nếu tính theo sự đa dạng về loài, với khoảng 220-250 loài (phụ thuộc vào quan điểm phân loại học) trong 11 chi, và là lớn thứ hai sau họ Hoàng đàn (Cupressaceae) về khu vực phân bố địa lý.

## Đặc điểm
Chúng là các loại cây thân gỗ (hiếm khi thấy dạng cây bụi) cao từ 2 đến 100 m, chủ yếu là thường xanh (ngoại trừ hai chi Larix và Pseudolarix là cây sớm rụng lá), có chứa nhựa thơm, các nón đơn tính cùng gốc, với các cành mọc đối hay theo vòng xoắn và các lá hình kim hay hình dải hoặc hình vẩy sắp xếp theo đường xoắn ốc hay mọc cụm trên đầu cành ngắn.
Các nón cái thường lớn và có dạng gỗ, dài 2–60 cm, với nhiều vảy (lá) bắc sắp xếp xoắn ốc và trên mỗi vảy bắc có hai hạt có cánh mỏng. Nón cái gồm nhiều lá noãn xếp xoắn ốc, mỗi lá noãn mang 2 noãn đảo, lá noãn không dính liền với lá bắc.
Các nón đực thường có dạng hình trụ tròn và nhỏ, dài 0,5–6 cm và rụng sớm sau khi thụ phấn. Nhị nhiều xếp xoắn ốc, mỗi nhị mang 2 bao phấn. Các phấn hoa được phân tán nhờ gió. Các hạt được phân tán chủ yếu nhờ gió, tuy nhiên ở một số loài thì các hạt lớn với cánh suy giảm được chim chóc phân tán.
Các phôi là dạng đa lá mầm, với 3-24 lá mầm.
Quả nón phát triển trong 1-2 năm, rồi hóa gỗ.

## Phân loại
Họ thông gồm 11 chi được chia ra thành 4 phân họ, dựa trên hình thái của nón (quả), hạt và lá:
1. Phân họ Pinoideae: gồm chi Thông (Pinus), với khoảng 115 loài. Các nón (quả) mọc hai năm một lần, ít khi ba năm, với mỗi vảy bắc của năm phát triển riêng biệt, tạo thành một u bướu trên mỗi vảy bắc. Gốc của vảy bắc rộng bản, che phủ hoàn toàn các hạt khi nhìn xa trục. Các hạt không có các túi nhựa. Các cánh giữ hạt trong một cặp vấu. Các lá với các dải lỗ khí chính dọc theo trục (phía trên xylem) hoặc tương đương trên cả hai bề mặt.
2. Phân họ Piceoideae: gồm chi Vân sam (Picea), khoảng 35 loài. Các nón (quả) một năm, không có các u bướu rõ rệt. Gốc vảy bắc rộng bản, che phủ hoàn toàn các hạt khi nhìn xa trục. Các hạt không có các túi nhựa, màu hơi đen. Các cánh giữ hạt lỏng lẻo trong đài hoa. Các lá với các dải lỗ khí chính dọc theo trục (phía trên xylem) hoặc tương đương trên cả hai bề mặt.
3. Phân họ Laricoideae: gồm các chi Larix (Chi Thông rụng lá), Cathaya (Chi Ngân sam), Pseudotsuga (Chi Hoàng sam), với khoảng 20 loài. Các nón (quả) một năm, không có các u bướu rõ rệt. Gốc vảy bắc rộng bản, che phủ hoàn toàn các hạt khi nhìn xa trục. Các hạt không có các túi nhựa, màu hơi trắng. Các cánh giữ hạt chặt chẽ trong đài hoa. Các lá chỉ có các dải lỗ khí chính dọc theo trục (phía dưới libe).
4. Phân họ Abietoideae: gồm các chi Abies (Chi Lãnh sam), Cedrus (Chi Tuyết tùng), Pseudolarix (Chi Thông rụng lá vàng), Keteleeria (Chi Du sam), Nothotsuga (Chi Thiết sam lá bắc dài), Tsuga (Chi Thiết sam), với khoảng 70 loài. Các nón (quả) một năm, không có các u bướu rõ rệt. Gốc vảy bắc hẹp bản, che phủ không hoàn toàn các hạt khi nhìn xa trục. Các hạt có các túi nhựa. Các cánh giữ hạt chặt chẽ trong đài hoa. Các lá chỉ có các dải lỗ khí chính dọc theo trục (phía dưới libe).

## Phân bố
Được tìm thấy phần lớn ở Bắc bán cầu với phần lớn các loài trong khu vực ôn đới nhưng cũng tìm thấy ở khu vực nhiệt đới và hàn đới. Chỉ có một loài có khu vực sinh trưởng vượt qua đường xích đạo ở khu vực Đông Nam Á. Các trung tâm đa dạng chủ yếu được tìm thấy ở các dãy núi thuộc tây nam Trung Quốc, miền trung Nhật Bản, California (Hoa Kỳ) và Mexico.

### Việt Nam
Ở Việt Nam có 4 chi, 12 loài:
- Vân sam Phan Xi Păng: Abies delavayi phân loài fansipanensis.
- Lãnh sam: Abies delavayi phân loài nukiangensis
- Du sam đá vôi (thông dầu, mạy kinh, tô hạp đá vôi): Keteleeria davidiana.
- Thông Caribe: Pinus caribaea
- Thông Đà Lạt (thông năm lá): Pinus dalatensis
- Thông ba lá: Pinus kesiya
- Thông lá dẹt: Pinus krempfii
- Thông Pà Cò: Pinus kwangtungensis
- Thông đuôi ngựa: Pinus massoniana
- Thông nhựa (thông ta, thông hai lá): Pinus latteri
- Thiết sam: Tsuga dumosa
- Thông Xuân Nha (thông 5 lá rủ): Pinus cernua

Một số tài liệu còn cho thấy có sự tồn tại của Pinus pinaster với tên gọi thông biển sao như là một loài thực vật ngoại lai xâm hại.